# Josias II. (Waldeck-Bergheim)

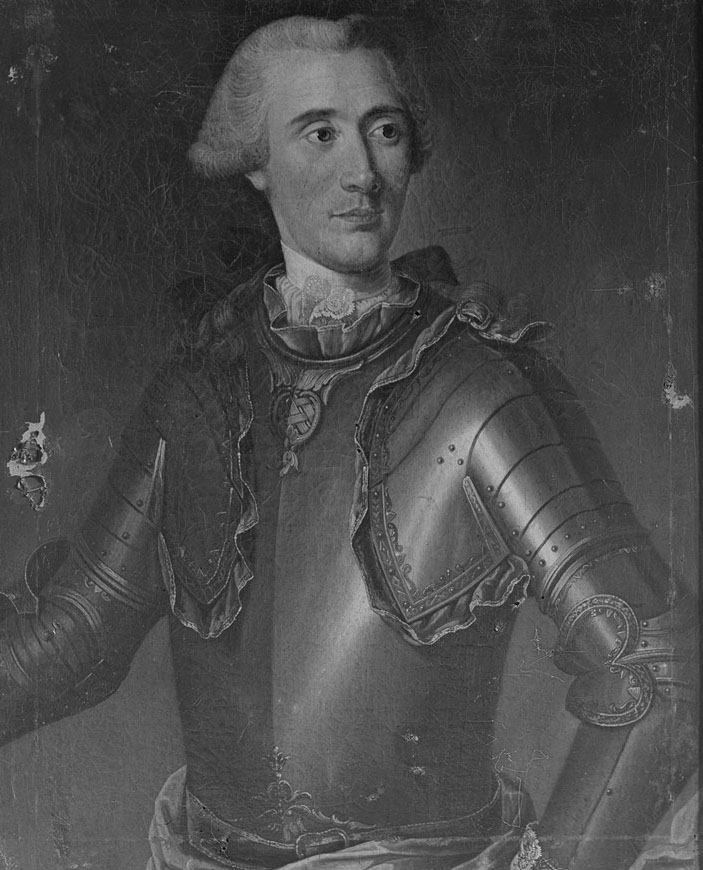
Graf Josias II. von Waldeck-Bergheim

Josias II. Wilhelm Leopold, Graf von Waldeck-Bergheim (* 16. Oktober 1733 in Bergheim; † 4. Juni 1788 in Bergheim), war der vierte Sohn des Grafen Josias I. von Waldeck-Bergheim (1696–1763) und dessen Frau Dorothea Sophia Wilhelmine von Solms-Rödelheim und Assenheim (1698–1774). Josias II. war Oberst des waldeckischen Kontingentsbataillons, das  im Siebenjährigen mit den Reichstruppen gegen Preußen und dessen Verbündeten eingesetzt wurde.

## Graf von Waldeck zu Bergheim
Josias I. hatte von seinem Vater, Christian Ludwig von Waldeck, das Schloss Bergheim und die drei Dörfer Bergheim, Wellen und Königshagen als Paragium erhalten und wurde zum Begründer der gräflichen Seitenlinie Waldeck-Bergheim des fürstlichen Hauses Waldeck. Sein Nachfolger als Graf von Waldeck-Bergheim war sein dritter (aber ältester überlebender) Sohn Georg Friedrich (1732–1771). Als dieser ohne erbberechtigte Nachkommen starb, folgte ihm sein Bruder Josias II. im Paragium.
Über seine Mutter hatte Josias II. Erbansprüche auf Teile der einstigen Herrschaft Limpurg, die mit dem Abschluss des Limpurger Erbstreits 1774/75 endgültig bestätigt wurden. Damit fielen ihm etwa drei Viertel der Herrschaft Limpurg-Gaildorf-Solms-Assenheim zu.
Seine Nachkommen setzten die Linie Waldeck-Bergheim bis zum 27. September 1938 fort, als Hermann, Graf von Waldeck und Pyrmont zu Bergheim, ohne männliche Nachkommen starb.

## Ehe und Nachkommen

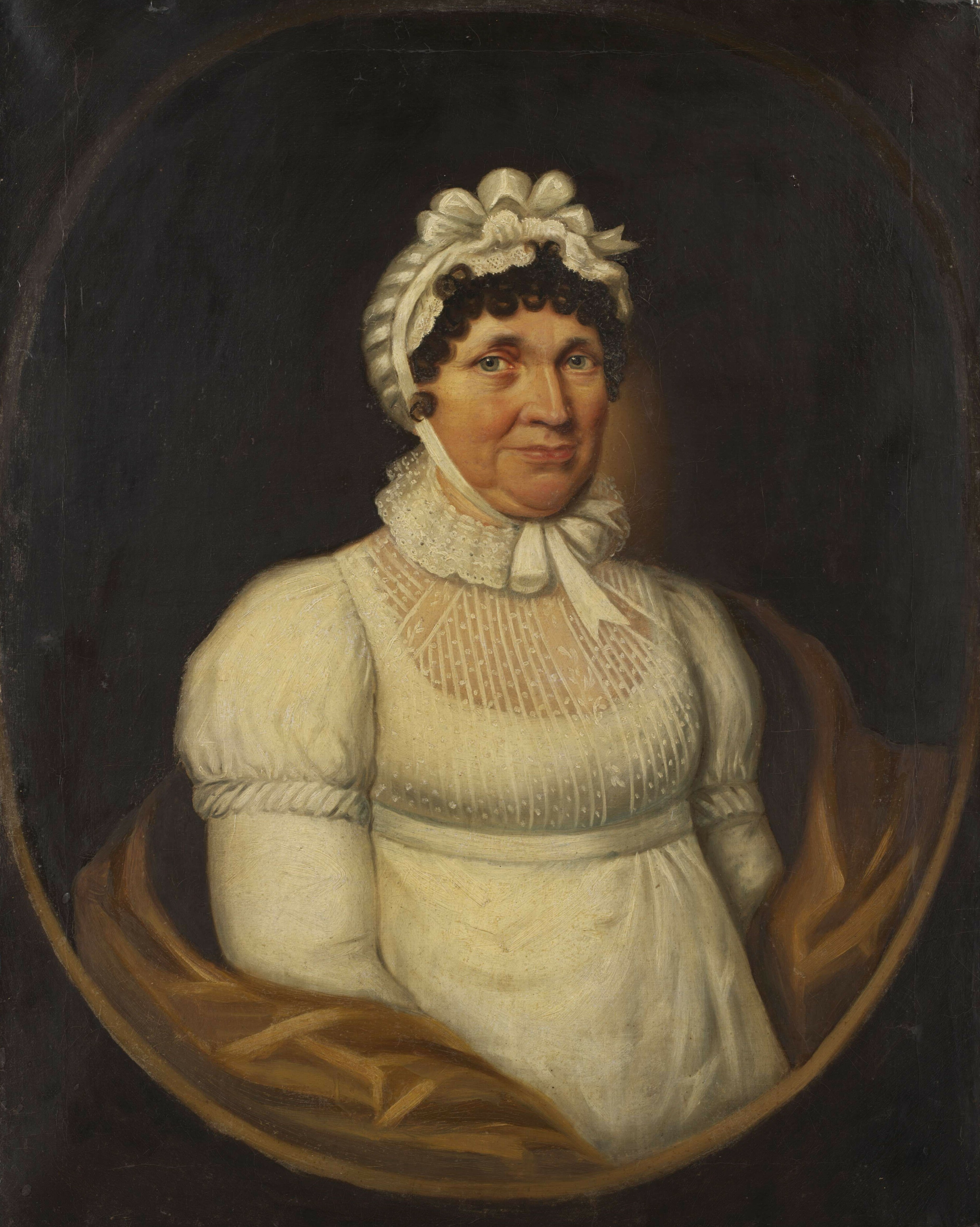
Christine Wilhelmine, Gräfin von Waldeck-Bergheim, geb. von Isenburg-Büdingen

Josias II. heiratete am 5. März 1772 Christine Wilhelmine von Isenburg-Büdingen (* 24. Juni 1756, † 13. November 1826), Tochter des Grafen Gustav Friedrich von Isenburg-Büdingen. Dieser Ehe entstammten folgende Kinder:
1. Josias III. Wilhelm Karl, Graf von Waldeck zu Bergheim (* 13. Mai 1774 in Bergheim, † 9. Juni 1829 in Bergheim); ⚭ 10. Januar 1802 Wilhelmine zu Löwenstein-Wertheim-Freudenberg (* 23. April 1774, † 25. Juni 1817)
2. Ludwig (* 28. Mai 1775 in Bergheim, † 8. Mai 1778 in Bergheim)
3. Gustav (* 10. Dezember 1776 in Reitzenhagen, † 28. August 1781 in Bergheim)
4. Karl, Graf von Waldeck zu Bergheim (* 17. November 1778 in Bergheim, † 21. Januar 1849 in Bergheim); ⚭ 25. April 1819 Karoline Schilling von Canstatt (* 2. Februar 1798, † 7. Oktober 1866)
5. Christian (* 1781 in Bergheim, † 1781 in Bergheim)
6. Karoline (* 6. Oktober 1782 in Bergheim, † 11. Juli 1820 in Bad Pyrmont), ⚭ 1807 Georg von Stuckrad (* 1. Mai 1783; † 5. Juni 1876)
7. Georg Friedrich Karl von Waldeck-Limpurg (* 31. Mai 1785 in Bergheim; † 18. Juni 1826 in Gaildorf), ⚭ 1809 Amalie Wirths (* 7. September 1785, † 29. September 1852)

Nach Josias II. Tod im Jahre 1788 folgte ihm sein Sohn Josias III. als Graf im Paragium Waldeck-Bergheim. Die überlebenden jüngeren Kinder Karl, Karoline und Georg Friedrich Karl wurden gemeinschaftliche Inhaber der Waldeck-Bergheimer Anteile von Limpurg-Gaildorf-Solms-Assenheim, zunächst unter der Vormundschaft ihrer Mutter Christine.